# Copa dos Campeões Europeus da FIBA de 1977–78
A Copa dos Campeões Europeus da FIBA de 1977–78 foi a 21ª edição da principal competição europeia de clubes profissionais da Europa conhecida hoje como Euroliga. A final foi sediada no Olympiahalle em Munique na então Alemanha Ocidental em 6 de abril de 1978. Na ocasião o Real Madrid conquistou seu sexto título europeu vencendo na final a equipe do Mobilgirgi Varèse por 75–67, sendo que ambas as equipes classificaram-se para disputar a Copa Intercontinental da FIBA de 1978. 

## Temporada regular
|    | Equipe            | J | Pts | V | D | PF  | PA  | PD  |
| -- | ----------------- | - | --- | - | - | --- | --- | --- |
| 1. | Mobilgirgi Varese | 4 | 8   | 4 | 0 | 388 | 322 | +66 |
| 2. | Dinamo București  | 4 | 6   | 2 | 2 | 364 | 345 | +19 |
| 3. | Federale          | 4 | 4   | 0 | 4 | 349 | 434 | -85 |

|    | Equipe              | J | Pts | V | D | PF  | PA  | PD   |
| -- | ------------------- | - | --- | - | - | --- | --- | ---- |
| 1. | Real Madrid         | 6 | 12  | 6 | 0 | 703 | 436 | +267 |
| 2. | Bayer 04 Leverkusen | 6 | 10  | 4 | 2 | 561 | 537 | +24  |
| 3. | T71 Dudelange       | 6 | 7   | 1 | 5 | 433 | 552 | -119 |
| 4. | Ginásio Figueirense | 6 | 7   | 1 | 5 | 454 | 626 | -172 |

|    | Equipe                  | J | Pts | V | D | PF  | PA  | PD  |
| -- | ----------------------- | - | --- | - | - | --- | --- | --- |
| 1. | ASVEL                   | 4 | 7   | 3 | 1 | 376 | 299 | +77 |
| 2. | CSKA Sofia              | 4 | 7   | 3 | 1 | 317 | 331 | -14 |
| 3. | Sutton & Crystal Palace | 4 | 4   | 0 | 4 | 319 | 382 | -63 |

|    | Equipe               | J | Pts | V | D | PF  | PA  | PD  |
| -- | -------------------- | - | --- | - | - | --- | --- | --- |
| 1. | Alvik                | 6 | 10  | 4 | 2 | 541 | 539 | +2  |
| 2. | Zbrojovka Brno       | 6 | 10  | 4 | 2 | 585 | 557 | +28 |
| 3. | Eczacıbaşı           | 6 | 9   | 3 | 3 | 504 | 511 | -7  |
| 4. | Shopping Centre Wien | 6 | 7   | 1 | 5 | 573 | 596 | -23 |

### Grupo E
|    | Equipe        | J | Pts | V | D | PF  | PA  | PD  |
| -- | ------------- | - | --- | - | - | --- | --- | --- |
| 1. | Jugoplastika  | 6 | 11  | 5 | 1 | 579 | 520 | +59 |
| 2. | Panathinaikos | 6 | 11  | 5 | 1 | 528 | 511 | +17 |
| 3. | Honvéd        | 6 | 7   | 1 | 5 | 543 | 576 | -33 |
| 4. | Śląsk Wrocław | 6 | 7   | 1 | 5 | 508 | 551 | -43 |

Automaticamente classificados para o grupo semifinal
- Maccabi Elite Tel Aviv (atual campeão)

## Grupo semifinal
|  | As duas melhores equipes avançam para a Final, ao mesmo tempo que adquirem a vaga para disputar a Copa Intercontinental da FIBA de 1978. |

|    | Equipe                 | J  | Pts | V | D | PF   | PA   | PD   |
| -- | ---------------------- | -- | --- | - | - | ---- | ---- | ---- |
| 1. | Real Madrid            | 10 | 17  | 7 | 3 | 1017 | 874  | +133 |
| 2. | Mobilgirgi Varese      | 10 | 16  | 6 | 4 | 896  | 852  | +44  |
| 3. | ASVEL                  | 10 | 15  | 5 | 5 | 914  | 902  | +12  |
| 4. | Maccabi Elite Tel Aviv | 10 | 15  | 5 | 5 | 904  | 898  | +6   |
| 5. | Jugoplastika           | 10 | 15  | 5 | 5 | 899  | 962  | -63  |
| 6. | Alvik                  | 10 | 12  | 2 | 8 | 879  | 1021 | -142 |

## Final
Realizada em 6 de abril no Olympiahalle em Munique.
| Equipe 1    | Resultado | Equipe 2          |
| ----------- | --------- | ----------------- |
| Real Madrid | 75–67     | Mobilgirgi Varese |

| Copa dos campeões europeus de 1977–78 Campeão |
| --------------------------------------------- |
| Real Madrid 6º Título                         |